# Universidad de Belén
Universidad de Belén es la universidad más antigua de Cisjordania, Palestina. Sus raíces se remontan a 1893, cuando los hermanos cristianos fundaron escuelas en Belén, Jerusalén, Yafo, Nazaret, Turquía, Líbano, Jordania y Egipto.

## Características e historia
Es una institución de educación superior católica mixta fundada en 1973 en la tradición de los Hermanos Cristianos, con independencia de la religión accesibles, ubicados en Belén, en Cisjordania. Con motivo de la visita histórica del Papa Pablo VI a Tierra Santa en 1964, los cristianos palestinos han pedido la creación de una universidad en la región. Así, en 1972, después de la reflexión y la consulta, el arzobispo Pio Laghi, Nuncio Apostólico, formó un comité de notables y directores de escuelas en Cisjordania y Jerusalén Este, para crear una institución de educación superior que ofrece educación universitaria de artes y ciencias generales y aplicadas para satisfacer las necesidades de la sociedad palestina.
Con la ayuda de las escuelas locales y la colaboración de la Congregación para las Iglesias Orientales de la Curia romana y de los Hermanos de La Salle, la Universidad de Belén abrió oficialmente el 3 de octubre de 1973 que lo hace la universidad más antigua de Cisjordania.
La universidad se extiende sobre 17.000 metros cuadrados de propiedad de los Hermanos de las Escuelas Cristianas en Freres Street, en la parte superior de la ciudad de Belén. De los 112 alumnos inscritos en 1973 , 63 de un total graduó en junio de 1977. El reclutamiento ha aumentado de manera constante a 1000 en septiembre de 1981 y 2900 en septiembre de 2008. La universidad ha crecido: Albergue de la biblioteca 1978 marzo Mujeres Andrea en 1979, la ciencia ala en 1980, el centro sociocultural en el año 1990, el Instituto para la Sociedad de la Comunidad en 1991, el Salón de Belén para la Escuela de Enfermería y la Facultad de Educación en 1995; Turathuna : Cultural Heritage Center palestina en 2000 y el Salón del Milenio de la Escuela de Administración en 2002.
Los altos niveles de los profesores y personal de gestión y sus colegas internacionales, incluyen laicos, hermanos cristianos, miembros de otras órdenes religiosas, hermanas, sacerdotes y religiosos. Facultad de Educación y el Instituto de Gestión fueron algunos de los primeros programas de distintivos. Facultad de Artes, Ciencias, Enfermería y Gestión fue desarrollado en respuesta a las expectativas de la comunidad y del Instituto para la Sociedad de la Comunidad, que ofrece programas de formación y desarrollo profesional.
Universidad de Belén es el fundador del Consejo Palestino para la Educación Superior desde 1978 y miembro del Ministerio de Educación y de Educación Superior de la Autoridad Nacional Palestina. En octubre de 1979, se estableció una tabla, y, en mayo de 1981, la Universidad de Belén se convirtió en miembro de la Asociación de Universidades Árabes. Ella también es miembro de la Federación Internacional de Universidades Católicas, la Asociación de Colegios y Universidades lassaliennes (Hermanos Cristianos) y de la Asociación Internacional de Universidades.
A pesar de los doce cierres ordenados por el ejército israelí, el más largo de los tres años comprendidos entre octubre de 1987 y octubre de 1990, los tribunales siempre han sido proporcionados fuera del campus. La universidad cuenta con 2.599 estudiantes matriculados, y más de 10.800 graduados, la mayoría de los cuales trabajan en Cisjordania, Jerusalén Este y Franja de Gaza.